# アブラ (スペイン)
アブラ（Abla）は、スペイン・アンダルシア州アルメリア県のムニシピオ（基礎自治体）。

## 地理
町の南にはシエラネバダ山脈がある。アルメリア県の県都アルメリアから西に約45kmの距離にある。

## 産業
醸造所や製粉所が町内に数カ所存在し、ワイン造りや羊の牧畜が盛んである。

## 人口
| アブラ (スペイン)の人口推移 1857－2011                  |
|                                                         |
| 出典:INE（スペイン国立統計局）1900年 - 1991年、1996年 - |